# Clinton (Nouvelle-Zélande)
Pour les articles homonymes, voir Clinton.
Clinton est une petite localité de la région de South Otago, située dans l’île du Sud de la Nouvelle-Zélande.

## Situation
Elle est localisée sur le trajet de la State Highway 1/S H 1 à approximativement mi-chemin entre la ville de Balclutha et celle de Gore .

## Accès
La section de la route nationale 1 entre Clinton et Gore est connue comme la " Presidential Highway", d’après les noms de Bill Clinton et Al Gore, bien que la dénomination soit une coïncidence), et la ligne de chemin de fer de la principale ligne du sud (en), qui passent à travers la ville de Clinton, fut dénommée d’après Henry Pelham-Clinton (5e duc de Newcastle), ancien Sécrétaire d’état pour les colonies du Royaume-Uni

## Population
La population de la ville de Clinton lors du recensement de 2006 en Nouvelle-Zélande  était de 294 habitants.